# Ivy League
Ivy League, var oprindeligt en amerikansk fodboldliga bestående af hold fra universiteter beliggende på den amerikanske østkyst, men betydningen har i dag ændret sig til også at henvise til disse universiteters akademiske niveau samt til i daglig tale at indikere, at noget er af høj kvalitet. 
Syv af de otte universiteter i Ivy League blev grundlagt før den amerikanske uafhænglighedserklæring. Ivy er engelsk for vedbend, en plante som ofte pryder disse gamle universitetsbygningers mure. Universiteterne i ligaen er kendetegnet ved at være små og blandt de bedst placerede og mest søgte på de amerikanske ranglister over universiteter, hvorfor de ofte anses for ekstremt prestigefyldte. 

## Medlemmer
- Brown University, i Providence, Rhode Island, grundlagt i 1764 under navnet College of Rhode Island.
- Columbia University i New York, New York, grundlagt i 1754 under navnet King's College.
- Cornell University, i Ithaca, New York, grundlagt i 1865.
- Dartmouth College, i Hanover, New Hampshire, grundlagt i 1769.
- Harvard University, i Cambridge, Massachusetts, grundlagt i 1636
- University of Pennsylvania, i Philadelphia, Pennsylvania, grundlagt i 1740 under navnet Academy of Philadelphia.
- Princeton University, i Princeton borough and Princeton township, New Jersey, grundlagt i 1746 under navnet College of New Jersey.
- Yale University, i New Haven, Connecticut, grundlagt i 1701 under navnet Collegiate School.

## Eksterne links
- Wikimedia Commons har flere filer relateret til Ivy League

| Skole | Spire Denne artikel om en skole, en uddannelsesinstitution eller uddannelse er en spire som bør udbygges. Du er velkommen til at hjælpe Wikipedia ved at udvide den. |